# David Prophet
David Prophet, född 9 oktober 1937 i Hongkong, död 29 mars 1981 i Silverstone, var en brittisk racerförare.

## Racingkarriär
Prophet föddes i Hongkong men växte upp i Midlands i England där han började tävla i racing 1950 i Formel Junior med en bil, som byggts lokalt av Cyril Kieft. 1963 bytte han till en Brabham BT6 som han tävlade med i Rhodesias Grand Prix, där han kom tvåa. Han körde även i formel 1-loppet i Sydafrika 1963, där han dock tvingades bryta. Året därpå konverterade han bilen och tävlade i Brittiska F3-mästerskapet.
Prophet fortsatte i formel 2, först med en Lotus 32 och sedan med en Brabham BT10. Han började även tävla i sportvagnsracing med en Lotus 30. Han återvände regelbundet till Sydafrika till tävlingarna i slutet av säsongen. Han kom trea i Cape South Easter Trophy 1965 i sin Brabham BT10
Han deltog även i grand prix-loppet i Sydafrika 1965 där han slutade på fjortonde plats.
Han fortsatte tävla i sportvagnar som Ferrari 250 LM, Ford GT40, Lola T70 och CanAm-bilen McLaren M6A i både Storbritannien och Sydafrika. 1970 började Prophet köra i formel 5000 med en McLaren 10B-Chevrolet, som han även ställde upp med i Argentinas Grand Prix utanför mästerskapet 1971. Han kom där fyra på grund av att de flesta förarna bröt loppet.
Han omkom när han kraschade med sin privata Bell Ranger-helikopter efter att ha tittat på formel 2-loppet International Trophy på Silverstonebanan i mars 1981.

## F1-karriär
| Säsong | Stall/Tillverkare            | Poäng | Placering |
| ------ | ---------------------------- | ----- | --------- |
| 1963   | David Prophet (Brabham-Ford) | 0     | –         |
| 1965   | David Prophet (Brabham-Ford) | 0     | –         |